# Calgary Flames
I Calgary Flames sono una squadra di hockey su ghiaccio professionista, situati nella città di Calgary, nella provincia canadese dell'Alberta. Dalla loro nascita nel 1972 fino al 1980 giocarono ad Atlanta come Atlanta Flames. Dopo la riallocazione a Calgary, la squadra ha raggiunto i più alti livelli della NHL, disputando tre finali dei playoff e vincendo la Stanley Cup nel 1989. Fanno Parte della Northwest Division, sottodivisione della Western Conference. I Flames sono la Terza società professionista di hockey su ghiaccio a rappresentare Calgary, le precedenti due sono: Calgary Tigers (1921–26), Calgary Cowboys (1975–77).

## Storia
Dopo essersi stabiliti a Calgary, i Flames giocano le loro prime tre stagioni al Stampede Corral prima di trasferirsi all'odierno stadio, l'Olympic Saddledome (ora Pengrowth Saddledome), nella stagione 1983-84. Nell'1988-89 i Flames diventano la prima franchigia della città di Calgary, dopo i Tigers nel 1923-24, a competere per l'assegnazione della Stanley Cup, vincendo la Coppa.
Calgary è una delle due città che ospitano una squadra dell'NHL, nello Stato di Alberta, l'altra sono gli Edmonton Oilers. A causa della vicinanza delle due città, la partita tra queste due franchigie è davvero sentita, ed è anche conosciuta come la "Battaglia di Alberta".

## Logo
Il logo primario è una "C infuocata", introdotta nel 1980 quando la squadra si trasferì a Calgary. Il disegno del logo si è sempre mantenuto identico fino ad oggi, anche se il logo cambia di colore dalla maglia di casa a quella usata in trasferta. Dal 1980 fino al 2000, il logo "casalingo" era rosso su uno sfondo bianco, invece quello sulle maglie usate in trasferta era bianco su sfondo rosso. Nel 2003, l'NHL scambiò i colori delle maglie di tutte le squadre, (nell'hockey su ghiaccio la squadra che gioca in casa usa sempre la maglia bianca), facendo quindi usare alle squadre che giocavano in casa la maglia "colorata". Il logo divento quindi nero su sfondo rosso sulla maglia di casa, con la maglia da trasferta con logo rosso su sfondo bianco. Il logo originale una "A incendiata", logo degli Atlanta Flames è stato ripreso, e viene tutt'oggi usato come patch per identificare i due alternate captains.

## Mascotte
Harvey il Segugio è la mascotte dei Flames. Fu creato nel 1983 per essere utilizzato sia dai Flames che dai Calgary Stampeders della Canadian Football League. Harvey fu la prima mascotte della NHL. È famoso per un episodio nel gennaio del 2003 in cui gli venne strappata la lingua dall'allenatore degli Edmonton Oilers Craig MacTavish mentre disturbava la loro panchina. La vicenda fece notizia in tutto il Nord America e suscitò molta ironia, come all'All-Star Game 2003 dove molte mascotte delle altre squadre si presentarono con le lingue di fuori.

## Record stagione per stagione
Questo è un elenco parziale delle ultime dieci stagioni dei Flames.
Note: PG = partite giocate, V = vittorie, S = sconfitte, OTL = sconfitte overtime, Pts = punti, GF = gol fatti, GS = gol subiti
| Stagione | PG | V  | S  | OTL | Pts | GF  | GS  | Posizione finale       | Playoff                                   |
| 2009–10  | 82 | 40 | 32 | 10  | 90  | 204 | 210 | 3°, Northwest Division | Non qualificati                           |
| 2010–11  | 82 | 41 | 29 | 12  | 94  | 250 | 237 | 2°, Northwest Division | Non qualificati                           |
| 2011–12  | 82 | 37 | 29 | 16  | 90  | 202 | 226 | 2°, Northwest Division | Non qualificati                           |
| 2012–13  | 48 | 19 | 25 | 4   | 42  | 128 | 160 | 4°, Northwest Division | Non qualificati                           |
| 2013–14  | 82 | 35 | 40 | 7   | 77  | 209 | 241 | 6°, Pacific Division   | Non qualificati                           |
| 2014–15  | 82 | 45 | 30 | 7   | 97  | 241 | 216 | 3°, Pacific Division   | Sconfitti al Secondo Turno, 1–4 (Ducks)   |
| 2015–16  | 82 | 35 | 40 | 7   | 77  | 231 | 260 | 5°, Pacific Division   | Non qualificati                           |
| 2016–17  | 82 | 45 | 33 | 4   | 94  | 226 | 221 | 4°, Pacific Division   | Sconfitti al Primo Turno, 0–4 (Ducks)     |
| 2017–18  | 82 | 37 | 35 | 10  | 84  | 218 | 248 | 5°, Pacific Division   | Non qualificati                           |
| 2018–19  | 82 | 50 | 25 | 7   | 107 | 289 | 227 | 1°, Pacific Division   | Sconfitti al Primo Turno, 1–4 (Avalanche) |

## Membri ad honorem

### Numeri ritirati
| N. | Giocatore      | Ruolo | Anni                | Data del ritiro |
| -- | -------------- | ----- | ------------------- | --------------- |
| 9  | Lanny McDonald | AD    | 1981–1989           | 17 marzo 1990   |
| 12 | Jarome Iginla  | AD    | 1996–2013           | 2 marzo 2019    |
| 30 | Mike Vernon    | P     | 1982–1994 2000–2002 | 7 febbraio 2007 |

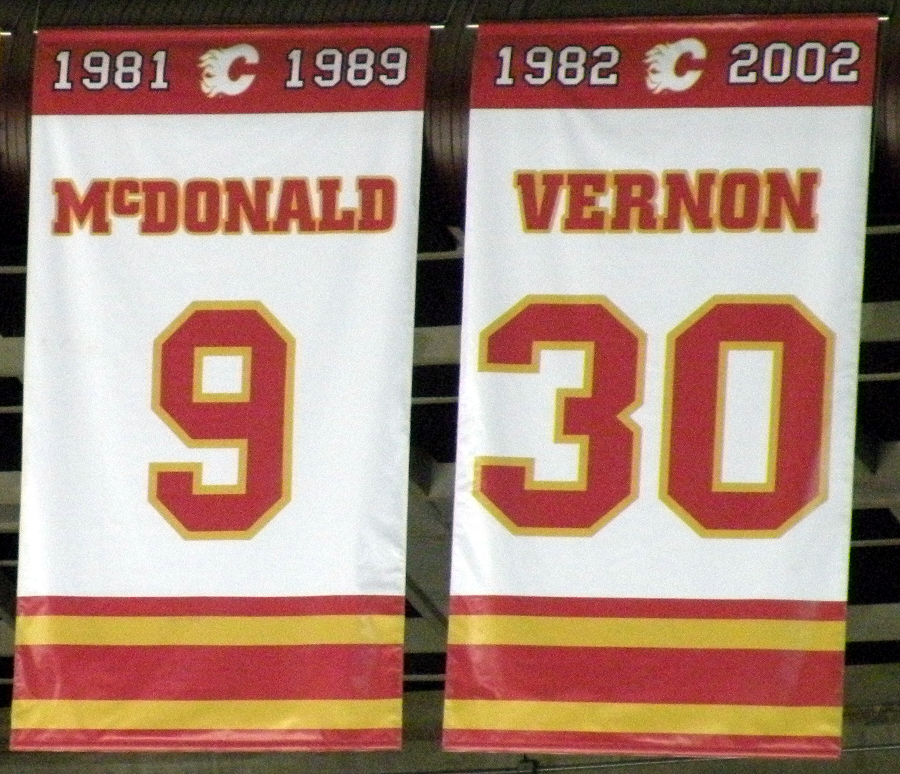
Gli stendardi dei numeri ritirati al 2011

I Calgary Flames hanno ritirato tre numeri, e un quarto è stato ritirato in tutta la lega. I Flames ritirarono la n° 9 in onore di Lanny McDonald che giocò all'ala destra per i Flames dal 1981 al 1989, vincendo la Stanley Cup come co-capitano nel suo ultimo anno. Anche la n° 30 di Mike Vernon venne ritirata; fu portiere dei Flames per 14 anni, dal 1982 al 1994 e dal 2000 al 2002. I Flames ritirarono la n° 12 di Jarome Iginla il 2 marzo 2019; giocò ala destra per i Flames dal 1996 al 2013 e fu anche capitano della squadra dal 2003 al 2013. La NHL ritirò la n° 99 di Wayne Gretzky per tutte le sue squadre iscritte all'All-Star Game del 2000. Sebbene non ufficialmente ritirata, i Flames non hanno rilasciato la n° 14 da quando Theoren Fleury lasciò la squadra nel 1999.
Nel 2012 l'organizzazione dei Flames introdusse il programma "Forever a Flame" per onorare coloro che hanno giocato e rappresentato i Calgary Flames senza dover ritirare i loro numeri. Permette ai futuri Flames di indossare i numeri di alcuni degli ex giocatori più rispettati dei Flames. Il 27 febbraio 2012, il difensore Al MacInnis fu il primo a ottenere questo riconoscimento, con uno stendardo con la sua foto e il suo n° 2 sollevato sulle travi del Scotiabank Saddledome. Joe Nieuwendyk venne considerato allo stesso modo il 7 marzo 2014, promosso come "Forever 25" sia per il numero sulla maglia che per il 25º anniversario del titolo del 1989.

### Leader della franchigia
Questi sono i primi dieci marcatori nella storia della franchigia. 

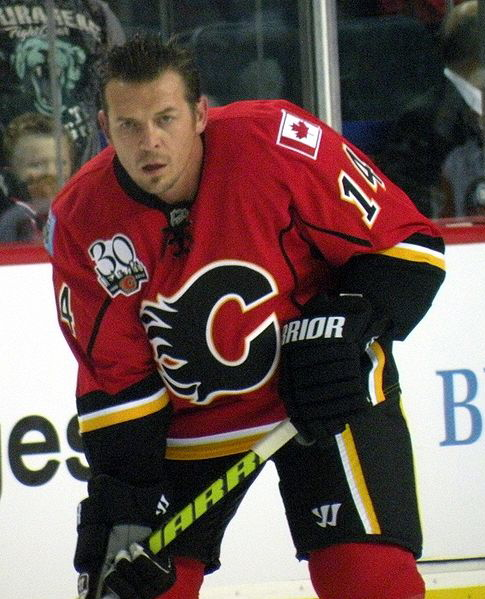
Segnando 830 punti nella stagione regolare dei Flames, Theoren Fleury è il secondo miglior marcatore di tutti i tempi della franchigia.

- *  – attuale giocatore dei Flames

Nota: Ruo = Ruolo; PG = Partite giocate; G = Gol; A = Assist; Pti = Punti; P/P = Punti a partita
| Giocatore      | Ruo | PG    | G   | A   | Pti   | P/P  |
| -------------- | --- | ----- | --- | --- | ----- | ---- |
| Jarome Iginla  | AD  | 1.219 | 525 | 570 | 1.095 | 0,90 |
| Theoren Fleury | AD  | 791   | 364 | 466 | 830   | 1,05 |
| Al MacInnis    | D   | 803   | 213 | 609 | 822   | 1,02 |
| Joe Nieuwendyk | C   | 577   | 314 | 302 | 616   | 1,07 |
| Gary Suter     | D   | 617   | 128 | 437 | 565   | 0,92 |
| Kent Nilsson   | C   | 425   | 229 | 333 | 562   | 1,32 |
| Guy Chouinard  | C   | 514   | 193 | 336 | 529   | 1,03 |
| Gary Roberts   | AS  | 585   | 257 | 248 | 505   | 0,86 |
| Eric Vail      | AS  | 539   | 206 | 246 | 452   | 0,84 |
| Mark Giordano* | D   | 833   | 129 | 323 | 452   | 0,54 |

| Giocatore      | Ruo | G   |
| -------------- | --- | --- |
| Jarome Iginla  | AD  | 525 |
| Theoren Fleury | AD  | 364 |
| Joe Nieuwendyk | C   | 314 |
| Gary Roberts   | AS  | 257 |
| Kent Nilsson   | C   | 229 |
| Lanny McDonald | AD  | 215 |
| Al MacInnis    | D   | 213 |
| Eric Vail      | AS  | 206 |
| Guy Chouinard  | C   | 193 |
| Hakan Loob     | AD  | 193 |

| Giocatore      | Ruo | A   |
| -------------- | --- | --- |
| Al MacInnis    | D   | 609 |
| Jarome Iginla  | AD  | 570 |
| Theoren Fleury | AD  | 466 |
| Gary Suter     | D   | 437 |
| Guy Chouinard  | C   | 336 |
| Paul Reinhart  | D   | 336 |
| Kent Nilsson   | C   | 333 |
| Mark Giordano* | D   | 323 |
| Joe Nieuwendyk | C   | 302 |
| Tom Lysiak     | C   | 276 |